# سار والر
سار والر (نام علمی: Onychognathus walleri) نام یک گونه از تیره سار است.